# Ribera del Queiles

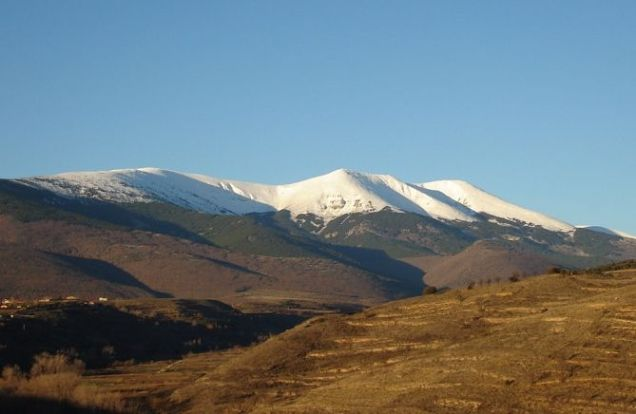
Ansicht der Sierra de Moncayo, zu deren Füßen das Weinbaugebiet Ribera del Queiles liegt

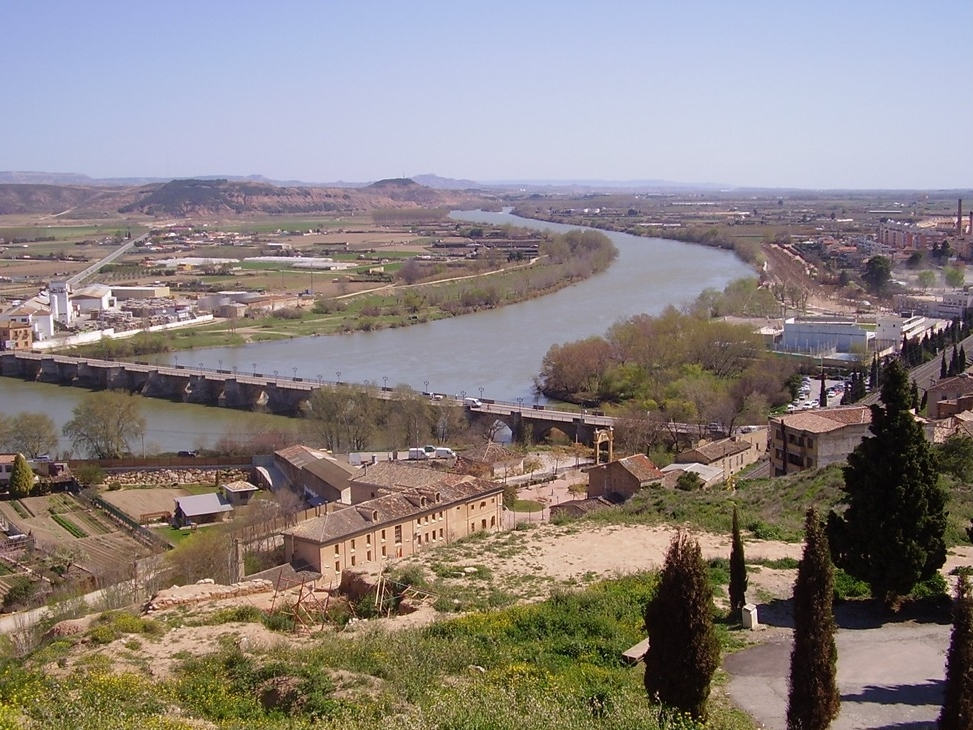
Tudela am Ebro. Der Fluss Ebro begrenzt das Gebiet im Norden

Ribera del Queiles (oder Vino de la Tierra de Ribera del Queiles) ist ein spanisches Weinbaugebiet, dessen Weine seit 2006 den Status eines Landwein haben. Zwischen Oktober 2003, als das Anbaugebiet geographisch definiert wurde und der Heraufstufung zur geschützten Herkunftsbezeichnung am 24. März 2006 wurden die Weine als Tafelwein (Vino de Mesa) vermarktet. Die Anerkennung geht im Wesentlichen auf die Bemühungen der Bodega Guelbenzu zurück. Ricardo Guelbenzu war der Meinung, dass seine Weine durch Liberalisierung der Anbaubedingungen der Appellation Navarra an Qualität gewinnen und trat im Jahr 2002 aus dem Kartell der dort angeschlossenen Weingüter aus. Ihm war an einer Nutzung von Rebflächen im benachbarten Aragonien gelegen. Die dortigen Flächen liefern insbesondere in schwächeren Jahrgängen die besseren Ergebnisse.
Seit Ende des Jahres 2007 läuft die Petition zur Heraufstufung zur D.O., ein Prozess, der in der Regel mindestens 5 Jahre in Anspruch nimmt.
Ribera del Queiles umfasst Weinberge im Grenzgebiet zwischen den autonomen Gemeinschaften Navarra und Aragonien entlang des Flusses Queiles. Das Queiles-Tal verläuft vom Bergmassiv Moncayo her kommend in nördliche Richtung zum Ebro hin. Das Gebiet liegt auf halbem Weg zwischen den Städten Logrono und Saragossa.
Die Nähe zum Moncayomassiv (2.313 m) bestimmt das für Weinbau günstige Mikroklima mit kalten Wintern und heißen aber nachts kühlen Sommern. Die Niederschlagsmenge liegt bei 500 bis 650 mm / Jahr, die mittlere Sonnenscheindauer bei 2.200 – 2.500 Stunden / Jahr.
Die Böden entstanden durch Auffüllungen aus dem Quartär. Die dünnen Erdschichten liegen auf einem kargen, steinigen, kalkhaltigen Untergrund. 
Durch die Herkunftsbezeichnung geschützt sind Weine aus Trauben der folgenden Gemeinden:
- Aragonien – Gemeinden Grisel, Lituénigo, Los Fayos, Malón, Novallas, Santa Cruz de Moncayo, Tarazona, Torrellas und Vierlas aus der Comarca Tarazona y el Moncayo.

- Navarra – Gemeinden Ablitas, Barillas, Cascante, Monteagudo, Murchante, Tudela (nur südlich des Ebro gelegene Gebiete) und Tulebras.

Die Weine müssen von den Trauben folgender Rebsorten stammen: Graciano, Cabernet Sauvignon, Garnacha Tinta, Merlot und Tempranillo. Die Rebsorte Syrah ist nur in den Gemeinden Aragoniens zur Erzeugung von Qualitätsweinen zugelassen.
Der Alkoholgehalt muss mindestens 11 % Vol. betragen.
Siehe auch den Artikel Weinbau in Spanien.